# Szabeltas

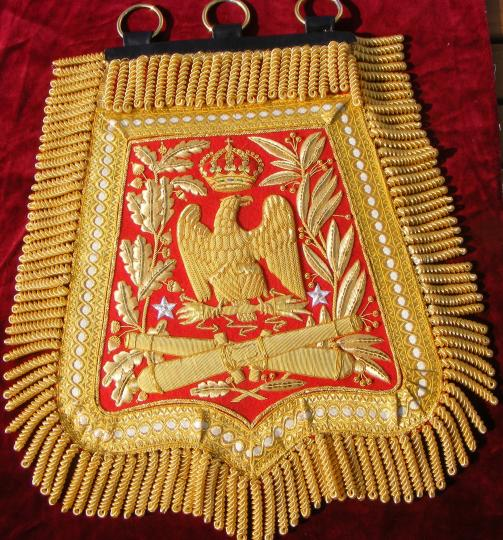
Ozdobny szabeltas generalski z okresu napoleońskiego

Szabeltas (z niem. Säbeltasche) – w oddziałach lekkiej kawalerii, najczęściej huzarów, rodzaj płaskiej torby (kalety) skórzanej, zawieszanej wraz z szablą na długich rapciach. Ze względu na obcisłość huzarskiego munduru umożliwiała (zamiast kieszeni) gromadzenie i noszenie różnych podręcznych drobnych przedmiotów. Jako nieodłączny element wyposażenia dekorowano ją oznakami i symbolami związanymi z wojskową przynależnością oddziału (np. orzeł polski, inicjały panującego władcy itp.), później też często z numerem jednostki.